# جيمس ستيوارت (سياسي بريطاني، مواليد 1934)
جيمس ستيوارت (بالإنجليزية: James Stewart)‏ هو سياسي بريطاني، ولد في 22 نوفمبر 1934 في بيليمينا في المملكة المتحدة، وتوفي في 26 يناير 2013. نشط حزبياً في Communist Party of Ireland ‏. وقد انتخب general secetary of the Communist Party of Ireland ‏ (1984 – 2001).